# Lee Jones (calciatore 1970)
Lee Jones (Pontypridd, 9 agosto 1970) è un ex calciatore gallese, di ruolo portiere.

## Carriera
Nel biennio 2000-2002 ha giocato 51 partite nella seconda serie del campionato inglese con lo Stockport.